# Livjægergade
Livjægergade är en 450 meter lång gata på Østerbro i Köpenhamn. Den sträcker sig norrut från Kastelsvej fram till lekplatsen i korsningen där Rosenvængets Allé övergår i Næstvedgade. 

## Historik
Gatan anlades och fick sitt namn 1882. Namnet är till minne av de drygt 2 000 frivilliga jägarsoldater i Kongens Livjægerkorps (1801–1870), som  i augusti 1807  gick till anfall mot de brittiska trupper som belägrade staden under slaget om Köpenhamn. Angreppet skedde i Classens Have, en stor lantegendom som låg där Livjægergade sträcker sig.

## Bebyggelse
Så gott som alla byggnaderna på gatan uppfördes mellan 1889 och 1910. Det är i huvudsak bostadshus med spridda affärslokaler i gatuplan. I några av bakgårdarna fanns det förr små verkstadslokaler för smide och annat hantverk. Dessa har senare blivit renoverade för att hysa bland annat designfirmor och arkitektkontor.
Det kommunala fritidshemmet Livjægerhuset i nummer 38 var i drygt hundra år det enda tvåvåningshuset på gatan. Det blev rivet och ersatt av en ny byggnad på 2010-talet. Den nya byggnaden är den enda på gatan som är uppförd efter 1910.

## Bilder

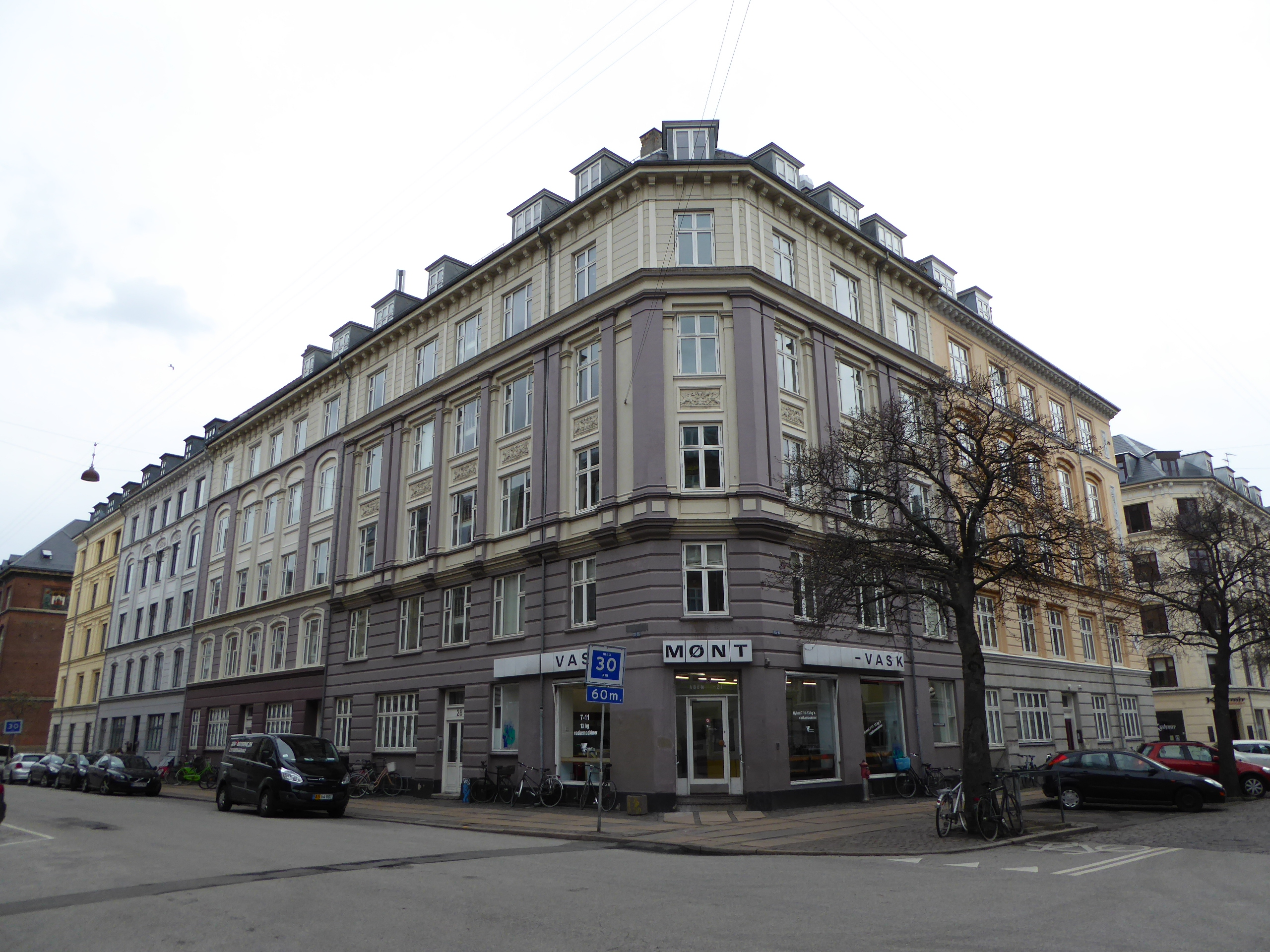
I nr 28 låg ett så kallat møntvaskeri fram till 2022
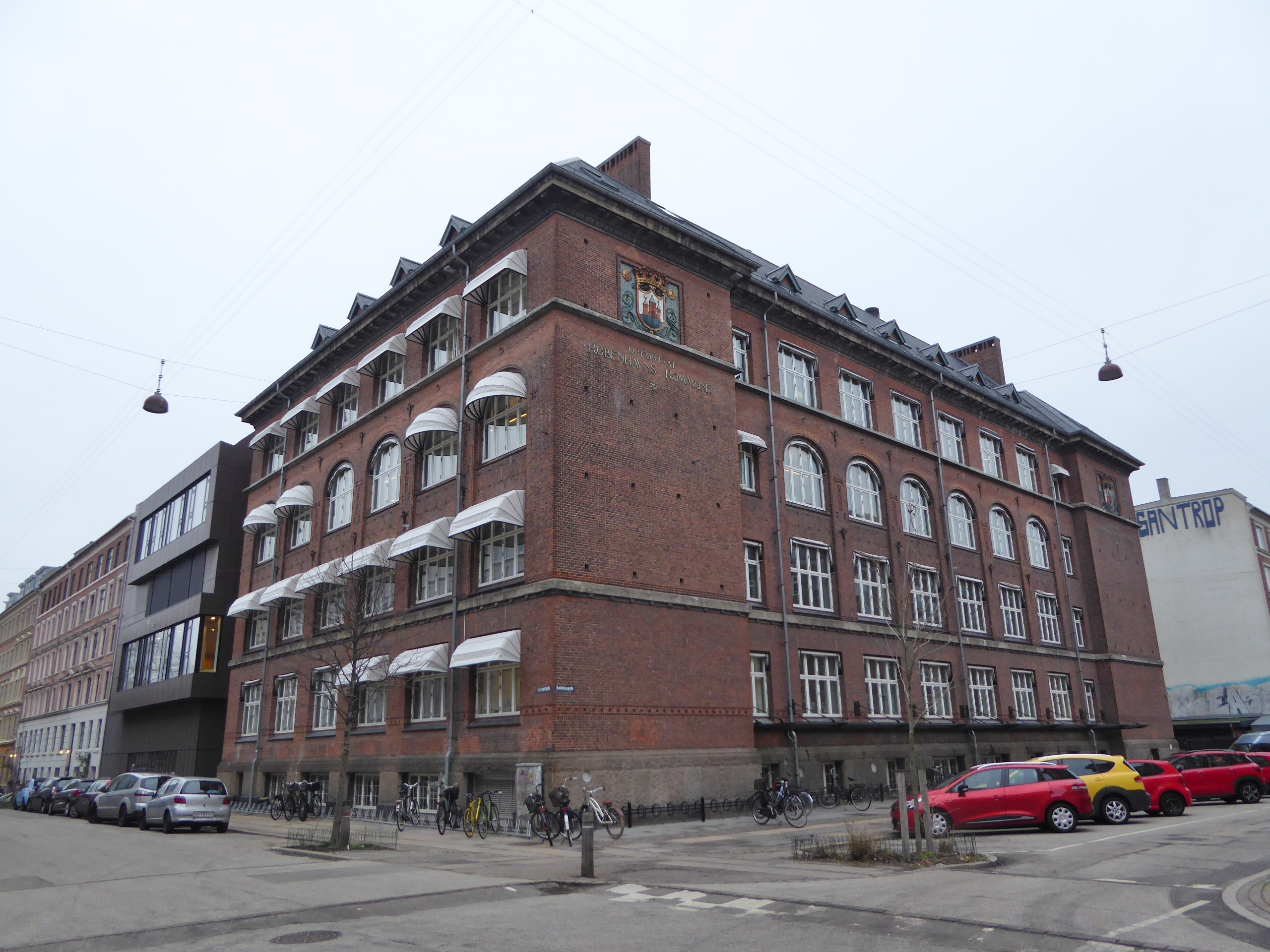
Langelinieskolen och fritdshemmet Livjægerhuset
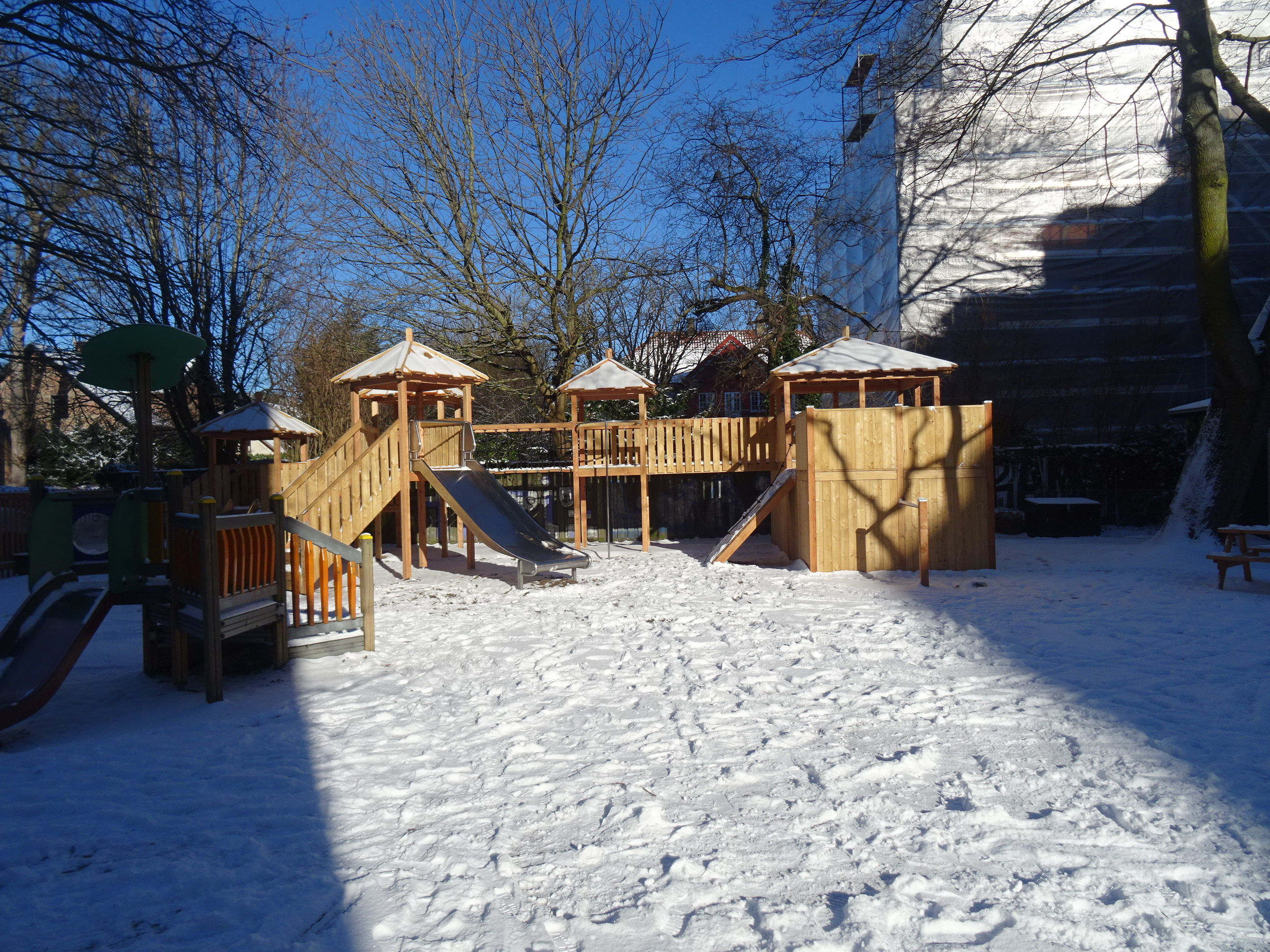
Den lilla lekplatsen vid gatans norra ände
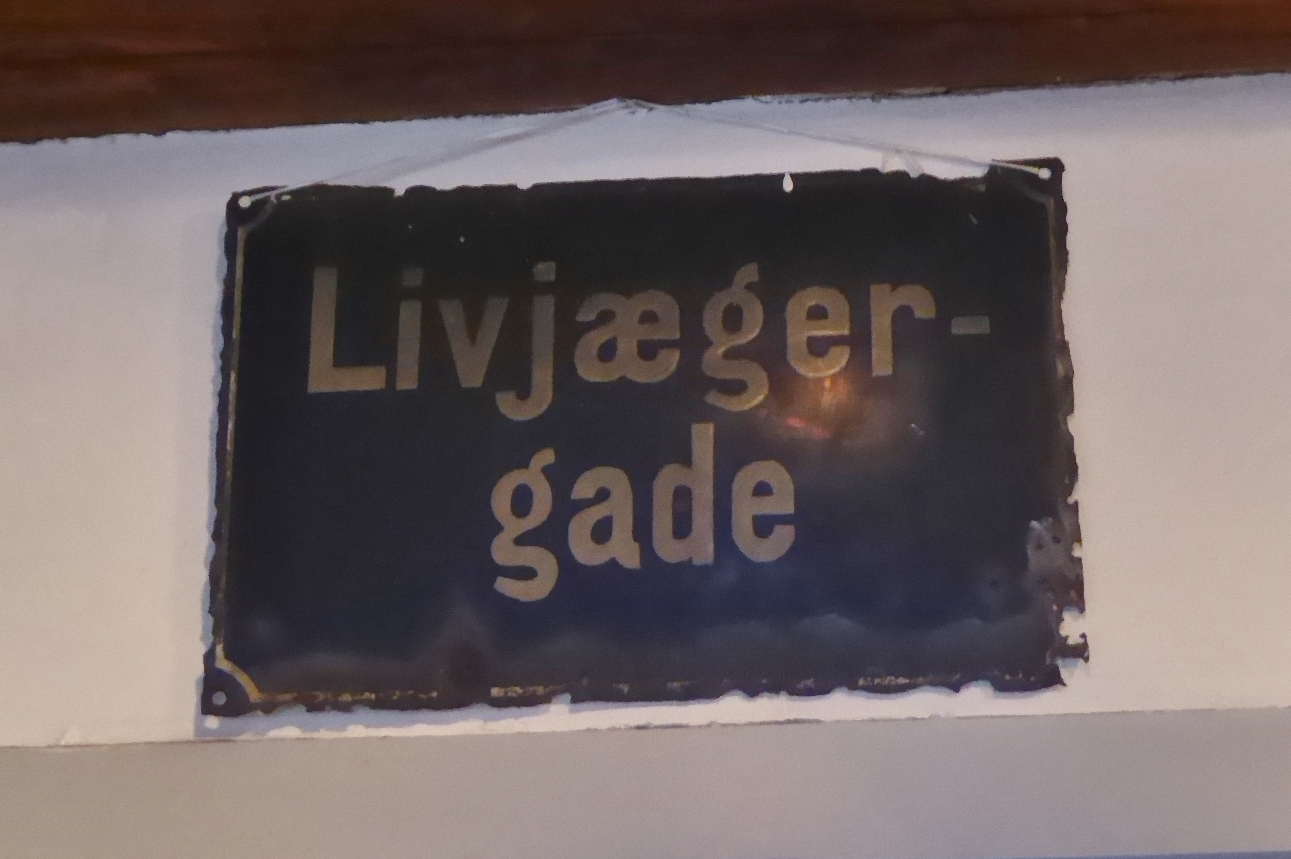
Tidigare gatuskylt i Livjægernes Mindestue på Kastellet